# Kozenbeek
Kozenbeek är ett vattendrag i Belgien.   Det ligger i provinsen Limburg och regionen Flandern, i den centrala delen av landet, 70 km öster om huvudstaden Bryssel.
Omgivningarna runt Kozenbeek är en mosaik av jordbruksmark och naturlig växtlighet. Runt Kozenbeek är det tätbefolkat, med 266 invånare per kvadratkilometer.